# Stockholm Open 2019
Stockholm Open 2019 var den 51:a upplagan av Stockholm Open, en tennisturnering i Stockholm, Sverige. Turneringen var en del av 250 Series på ATP-touren 2019 och spelades inomhus på hard court i Kungliga tennishallen mellan den 14–20 oktober 2019.
Denis Shapovalov vann singeltiteln efter att ha besegrat Filip Krajinović i finalen. Henri Kontinen och Édouard Roger-Vasselin vann dubbeltiteln efter att ha besegrat Mate Pavić och Bruno Soares i finalen.

## Mästare

### Singel
- Denis Shapovalov besegrade  Filip Krajinović, 6–4, 6–4

### Dubbel
- Henri Kontinen /  Édouard Roger-Vasselin besegrade  Mate Pavić /  Bruno Soares, 6–4, 6–2